# Dhenkanal
Dhenkanal est une ville de l'Odisha en Inde.

## Histoire
Dhenkanal était la capitale de l'État de Dhenkanal, un État princier des Indes.

### Dirigeants: Râja puis Mahârâja
- Râja
  - 1530 - 1594 : Hari Singh Vidyhar
  - 1594 - 1615 : Loknath Ray Singh Bharamarbar
  - 1615 - 1641 : Balabhra Ray Singh
  - 1641 - 1682 : Nilakantha Ray Singh
  - 1682 - 1708 : Nrusingha Bhramarbar
  - 1708 - 1728 : Kunja Behari Bhramarbar
  - 1728 - 1741 : Braja Behari Bhramarbar
  - 1741 - 1743 : Damoodar Bhramarbar
  - 1743 - 1785 : Trilochan Singh
  - 1785 - 1796 : Dayanidhi Mohindra Bahur
  - 1796 - 1807 : Ramachandra Mohindra Bahur
  - 1807 - 1822 : Krushna Chandra Mohindra Bahur
  - 1822 - 1830 : Shyamchandra Mohindra Bahur
  - 1830 - 1869 : Bhagiratha Mohindra Bahur
- Mahârâja
  - 1869 - 1873 : Bhagiratha Mohindra Bahur
  - 1873 - 1877 : Pitambar Deo
  - 1877 - 1885 : Dinabandhu Mohindra Bahur
  - 1885 - 1905 : Surya Pratap Mohindra Bahur
  - 1905 - 1918 : Surya Pratap Mohindra Bahur
  - 1918 - 1947 : Shankar Pratap Mohidra Bahur